# Francisco Umbral
Francisco Umbral, « Paco Umbral », de son vrai nom Francisco Pérez Martínez, (né le 11 mai 1932 à Madrid et mort le 28 août 2007  dans la même ville d'un arrêt cardio-respiratoire), est un écrivain et chroniqueur espagnol. Son oeuvre littéraire a une importante charge autobiographique. C'est un écrivain au regard introspectif qui mêle l'intime et le personnel aux intérêts et pulsions de l'homme de son temps.
Il obtient de nombreux prix importants, dont le Prix Nadal (1975), le Prix national des Lettres espagnoles (1984), le prix Princesse des Asturies de littérature (1995) et le prix Cervantes (2000).

## Biographie
Francisco Pérez Martínez naît à l'hôpital caritatif de la Maternité à Madrid le 11 mai 1932. 
Il est le fils d'Alejandro Urrutia, avocat cordouan, père du poète Leopoldo de Luis et de sa secrétaire, Ana María Pérez Martinez originaire de Valladolid, mais étant une mère célibataire, elle a décidé de déménager dans la capitale. Leopoldo et Umbral ont maintenu leur amitié pendant des décennies, et cette relation s'est étendue au fils de Leopoldo, Jorge Urrutia, poète, traducteur et professeur, directeur de l'Institut Cervantes entre 2004 et 2009. Leopoldo de Luis était le pseudonyme utilisé par Leopoldo Urrutia pour contourner la dictature franquiste. 
Le petit Francisco a toujours été conscient du manque d'affection de sa mère pour lui, ce qui l'a beaucoup affecté. 
Autodidacte au fort caractère, il est d'abord protégé par l'écrivain Miguel Delibes avant de s'initier au journalisme. Travaillant pour le quotidien régional El Norte de Castilla dès 1958, il s'installe à Madrid au début des années 1960, puis écrit pour plusieurs périodiques. Souvent présent lors des fameux débats littéraires — tertulias — du Café Gijón, situé dans le centre de la capitale. Il est devenu un chroniqueur de presse admiré et redouté avec ses billets d'humeur tant piquants que lyriques. 
Le 8 septembre 1959, il épouse María España Suárez Garrido,, plus tard photographe pour El País, et ils eurent tous les deux un fils en 1968, Francisco Pérez Suárez « Pincho », mort d'une leucémie alors qu'il n'a que six ans, un fait raconté par un père blessée dans son livre le plus lyrique : Mortal y rosa (1975).
Il est l'un des chroniqueurs qui décrit le mouvement contre-culturel connu sous le nom de La Movida, mais sa qualité littéraire provient sans aucun doute de sa fécondité créative, de sa sensibilité linguistique et de l'extrême originalité de son style, très soigné et complexe, créatif dans sa syntaxe, métaphoriquement développé et flexible, abondant en néologismes et allusions intertextuelles ; en somme, d'une qualité lyrique et esthétique exigeante,.  Son écriture présente des tableaux de la société espagnole contemporaine au moyen d'une écriture volontairement imagée et éminemment créative.
Il a reçu le prix Princesse des Asturies de Littérature en 1996, la Médaille d'Or du Círculo de Bellas Artes en 1997 et le prix Cervantes en 2000. Il a également écrit dans plusieurs titres de presse, dont les journaux El País et El Mundo.
Francisco « Paco » Umbral meurt le 28 août 2007 à l'âge de 72 ans. Il est incinéré et ses cendres reposent dans la sépulture de son fils au cimetière de la Almudena de Madrid. 
Avec plus de 110 ouvrages publiés et 135 000 articles de presse, il est l’un des écrivains espagnols contemporains les plus féconds. Francisco Umbral a été dépeint dans le documentaire Anatomía de un dandy, réalisé par Alberto Ortega et Charlie Arnáiz, nommé pour les prix Goya 2021.

## Œuvre

### Roman
- Balada de gamberros (1965)
- Tamouré (1965)
- Larra, anatomía de un dandy (1965)
- Travesía de Madrid (1966)
- Lorca, poeta maldito (1968)
- Valle-Inclán, los botines blancos de piqué (1968)
- Lord Byron (1969)
- Si hubiéramos sabido que el amor era eso (1969)
- Las vírgenes (1969)
- Las europeas (1970)
- Miguel Delibes (1970)
- El giocondo (1970)
- Lola Flores. Sociología de la petenera (1971)
- Memorias de un niño de derechas (1972)
- Amar en Madrid (1972)
- Carta abierta a una chica progre (1973)
- Los males sagrados (1973)
- Spleen en Madrid I (1973)
- Retrato de un joven malvado: memorias prematuras (1973)
- Museo nacional del mal gusto (1974)
- Crónicas antiparlamentarias (1974)
- Las españolas (1974)
- Travesía de Madrid (1974)
- Diario de un snob (1974)
- Diario de un español cansado (1975)
- España cañí (1975)
- Cabecitas locas, boquitas pintadas y corazones solitarios (1975)
- Suspiros de España (1975)
- La guapa gente de derechas (1975)
- Mortal y rosa (1975)
- Las ninfas (1975)
- España de parte a parte (1976)
- Crónicas postfranquistas (1976)
- Mis mujeres (1976)
- Retrato de un joven malvado (1976)
- Los males sagrados (1976)
- Iba yo a comprar pan (1976)
- Las cartas (1976)
- Mis paraísos artificiales (1976)
- Los políticos (1976)
- Las respetuosas (1976)
- Teoría de Lola (1977)
- Diccionario para pobres (1977)
- Tratado de perversiones (1977)
- La prosa y otras cosas (1977)
- Las Jais (1977)
- El hijo de Greta Garbo (1977)
- La noche que llegué al Café Gijón (1977)
- Los angeles custodios (1978)
- Ramón y las vanguardias (1978)
- Diario de un snob II (1978)
- Los Amores diurnos (1979)
- Diario de un escritor burgués (1979)
- Teoría de Madrid (1980)
- Los helechos arborescentes (1980)
- A la sombra de las muchachas rojas (1981)
- La bestia rosa (1981)
- Spleen, cuaderno de Madrid (1981)
- Crímenes y baladas. Antología de prosas líricas (1981)
- Las giganteas (1982)
- Las ánimas del purgatorio (1982)
- Spleen de Madrid-2 (1982)
- Diccionario cheli (1983)
- España como invento (1984)
- Trilogía de Madrid (1984)
- Fábula del falo (1985)
- Mis queridos monstruos (1985)
- Pío XII, la escolta mora y un general sin un ojo (1985) — finaliste Prix Planeta 1985.
- El Fetichismo (1986)
- Guía de pecadores-as (1986)
- La belleza convulsa (1986)
- Memorias de un hijo del siglo (1987)
- Guía de la posmodernidad (1987)
- Sinfonía borbónica (1987)
- Un carnívoro cuchillo (1988)
- El día que violé a Alma Mahler (1988)
- Nada en el domingo (1988)
- La escritura perpetua (1989)
- Guía irracional de España (1989)
- El fulgor de África (1989)
- Y Tierno Galván ascendió a los cielos (1990)
- El socialfelipismo (1991)
- Crónica de esa guapa gente: memorias de la jet (1991)
- Tatuaje (1991)
- Del 98 a don Juan Carlos (1992)
- Memorias eróticas (1992)
- Memorias republicanas (1992)
- Memorias borbónicas (1992)
- La leyenda del césar visionario (1992)
- La década roja (1993)
- Madrid 1940. Memorias de un joven fascista (1993)
- Mis placeres y mis días (1994)
- La rosa y el látigo (1994)
- Las palabras de la tribu : (de Rubén Dario a Cela) (1994)
- Las señoritas de Aviñón (1995)
- Madrid 650 (1995)
- Diccionario de literatura : España 1941-1995: de la posguerra a la modernidad (1995)
- Los cuadernos de Luis Vives (1996)
- Los cuerpos gloriosos: memorias y semblanza (1996)
- Capital del dolor (1996)
- La forja de un ladrón (1997)
- Diccionario de literatura : España : 1941-1995 : de la posguerra a la posmodernidad (1997)
- La derechona (1997)
- La bestia rosa (1998)
- Historias de amor y viagra (1998)
- Diario político y sentimental (1999)
- El socialista sentimental (1999)
- Madrid XXIl (2000)
- Madrid, tribu urbana (1999)
- Los alucinados : personajes, escritores, monstruos. Una historia diferente de la literatura (2001)
- Un ser de lejanías (2001)
- La república bananera USA (2002)
- Cela : un cadáver exquisito (2002)
- ¿Y cómo eran las ligas de Madame Bovary? (2003)
- Los metales nocturnos (2003)
- Crónica de las tabernas leonesas (2004)
- Días felices en Argüelles (2005)
- Sofía Morales (2005)
- Amado siglo XX (2007)
- Carta a mi mujer (2008)
- Obra poética 1981-2001 (2009)

À partir de 1985, Umbral entreprend une série de romans sur les faits saillants de l'Histoire de l'Espagne au XXe siècle, à la manière des Episodios nacionales de Benito Pérez Galdós pour le XIXe.

### Essai et chroniques
Il a également écrit une série d'essais très personnels, sous des titres tels que:
La escritura perpetua (De Rubén Darío a Cela) (1989), Las palabras de la tribu (1994), Diccionario de literatura (1995), Madrid, tribu urbana (2000) o Los alucinados (2001), Cela: un cadáver exquisito (2002), ¿Y cómo eran las ligas de Madame Bovary? (2003), Y Tierno Galván subió a los cielos (1990), El socialfelipismo: la democracia detenida (1991), La década roja (1993), La República bananera USA, Diccionario para pobres (1977), Diccionario cheli (1983) , Las palabras de la tribu (1994).

### Biographies et autobiographies
Larra, anatomía de un dandy (1965), Lorca, poeta maldito (1968), Ramón y las vanguardias (1978) y Valle-Inclán: los botines blancos de piqué (1997), Valle-Inclán (1968); Lord Byron (1969); Miguel Delibes (1970); Lola Flores, sociología de la petenera (1971). Autobiographies: La noche que llegué al café Gijón  (1977), Memorias eróticas (Los cuerpos gloriosos) (1992), El hijo de Greta Garbo (1977) et ses mémoires Días felices en Argüelles (2005).